# رعاية مرضى سرطان الثدي
رعاية مرضى سرطان الثدي هي المؤسسة الخيرية الوحيدة المتخصصة في المملكة المتحدة التي تقدم الرعاية والدعم والمعلومات لأي شخص يتأثر بسرطان الثدي.
ويقع مقر المؤسسة الخيرية في لندن، مع مكاتب إضافية في شيفيلد وكارديف وغلاسكو.